# راي هيوارث
راي هيوارث (بالإنجليزية: Ray Hayworth)‏ هو لاعب كرة قاعدة أمريكي، ولد في 29 يناير 1904 في هاي بوينت في الولايات المتحدة، وتوفي في 25 سبتمبر 2002 في ساليسبري في الولايات المتحدة.

## وصلات خارجية
- راي هيوارث على موقع دوري كرة القاعدة الرئيسي (الإنجليزية)
- راي هيوارث على موقعبيزبول رفرنس.كوم (الدوري الرئيسي) (الإنجليزية)
- راي هيوارث على موقعبيزبول رفرنس.كوم (الدوري الثانوي) (الإنجليزية)
- راي هيوارث على موقع جمعية أبحاث البيسبول الأمريكية (الإنجليزية)
- راي هيوارث على موقع إي إس بي إن.كوم (أم.أل.بي) (الإنجليزية)